# 2149 Schwambraniya
2149 Schwambraniya (1977 FX) là một tiểu hành tinh vành đai chính được phát hiện ngày 22 tháng 3 năm 1977 bởi N. S. Chernykh ở Đài vật lý thiên văn Crimean.